# لوتوس اوورا
لوتوس اوورا (Lotus Evora) خودرویی است که از سال ۲۰۰۹ تا کنون در انگلستان تولید شده‌ است.
این خودرو در کلاس خودرو اسپورت قرار گرفته و طراحی آن خودروهای موتور وسط عقب-محور عقب بوده است. سیستم جعبه‌دندهٔ آن ۶ دنده به دو صورت خودکار و دستی است.